# Fedorovia laxa
Fedorovia laxa là một loài thực vật có hoa trong họ Đậu. Loài này được (Prain) Yakovlev mô tả khoa học đầu tiên năm 1971.